# Список вулиць Донецька (І)
| Назва   | тип    | Колишні назви | Район(и)                     | Місцевість                                | Джерела |
| ------- | ------ | ------------- | ---------------------------- | ----------------------------------------- | ------- |
| Ізотова | вул.   |               | Куйбишевський                | Хімік, Красний Пахар                      |         |
| Ілліча  | просп. |               | Ворошиловський, Калінінський | Центр, Молокозовод, М'ясокомбінат, Мотель |         |